# توم لاتيرزا
توم لاتيرزا (بالفرنسية: Tom Laterza)‏ (9 مايو 1992 في لوكسمبورغ - ) هو لاعب كرة قدم لوكسمبورغي في مركز الدفاع. شارك مع منتخب لوكسمبورغ تحت 21 سنة لكرة القدم ومنتخب لوكسمبورغ لكرة القدم. أما مع النوادي، فقد لعب مع نادي سيدان ونادي فولا إيش.

## وصلات خارجية
- توم لاتيرزا على موقع الاتحاد الدولي (مؤرشف)  (الإنجليزية)
- توم لاتيرزا على موقع الاتحاد الأوربي (الإنجليزية)
- توم لاتيرزا على موقع قاعدة بيانات كرة القدم.إي يو (الإنجليزية)
- توم لاتيرزا على موقع ناشيونال فوتبول تيمز (الإنجليزية)
- توم لاتيرزا على موقع Soccerway.com (الإنجليزية)
- توم لاتيرزا على موقع AS.com (الإسبانية)